# شقطس ذهبي الساق
شقطس ذهبي الساق (الاسم العلمي:Chactas chrysopus) هو نوع من العنكبوتيات يتبع جنس الشقطس من الفصيلة الشقطسية.